# Martuni (villaggio)
Martuni (in armeno Մարտունի?) è un comune dell'Armenia di 683 abitanti (2009) della provincia di Gegharkunik.